# St. Markus (Mausbach)

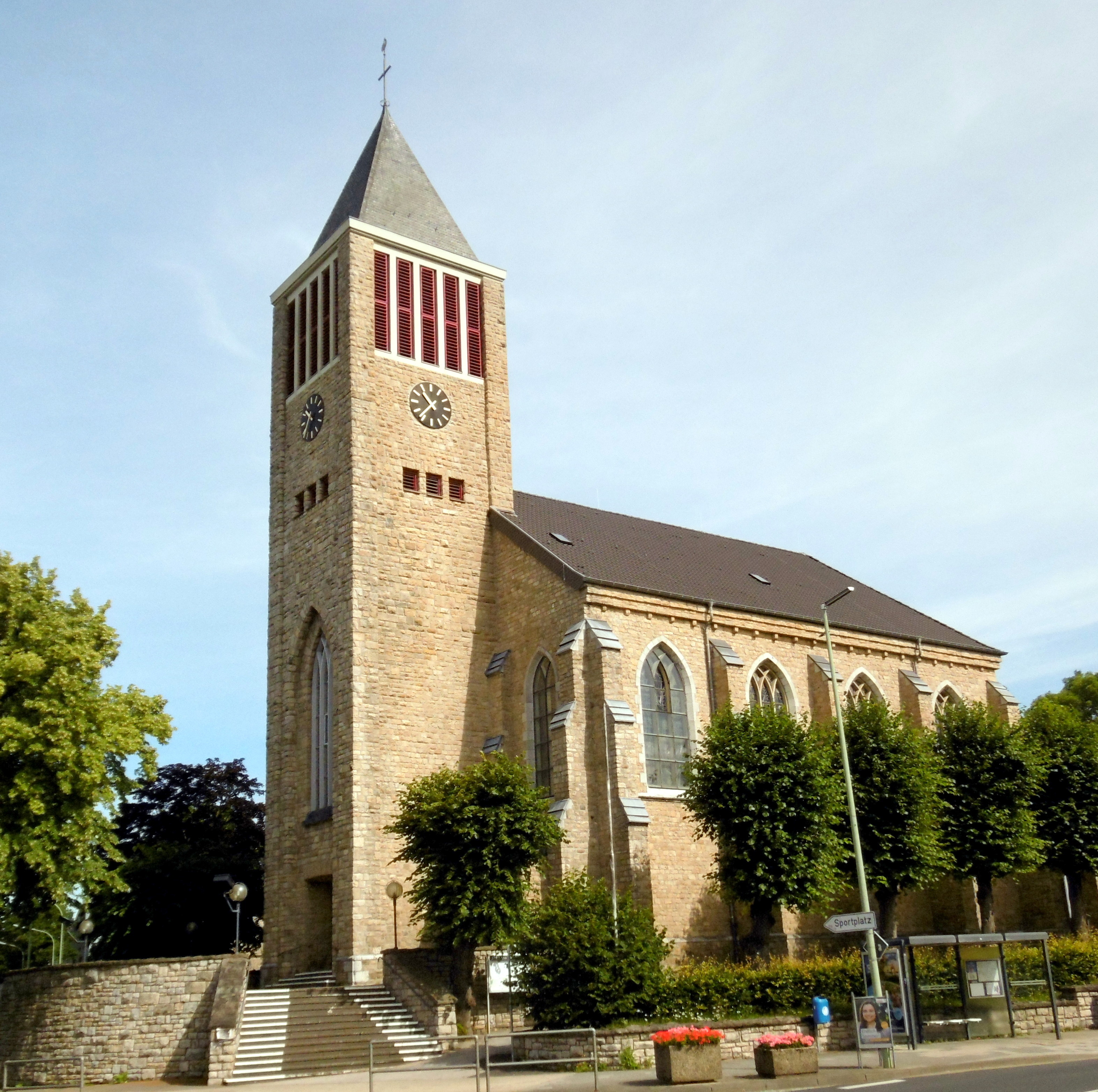
St. Markus in Mausbach

St. Markus ist die römisch-katholische Pfarrkirche des Stolberger Stadtteils Mausbach in der Städteregion Aachen in Nordrhein-Westfalen.
Die Kirche ist dem Patrozinium des Evangelisten Markus unterstellt. Zur Pfarrei gehören auch die Orte Diepenlinchen, Fleuth und Krewinkel mit der Barbarakapelle.

## Lage
Das Kirchengebäude steht an der Ecke Markusplatz (L 12) / Dechant-Brock-Straße in der Ortsmitte von Mausbach.

## Geschichte

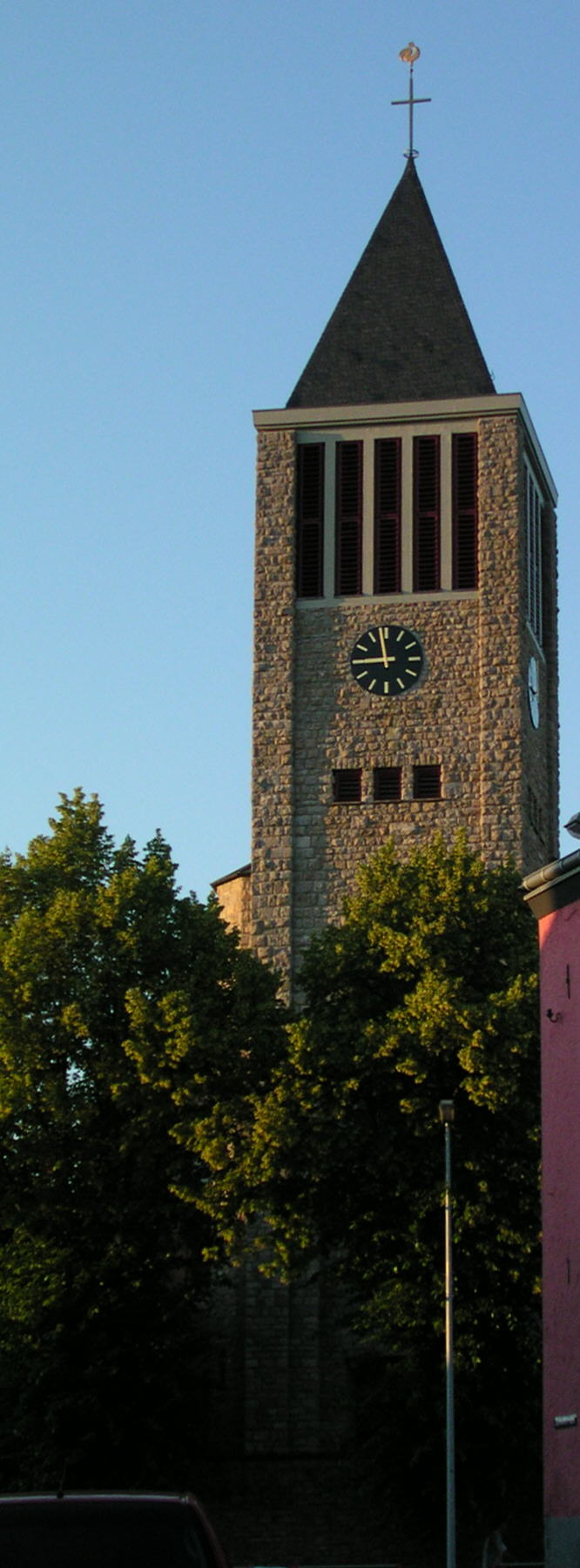
Glockenturm

Mausbach gehörte ursprünglich zur Pfarre Gressenich und verfügte über kein eigenes Gotteshaus. Im benachbarten Fleuth, das immer zum Ort Mausbach gezählt wurde, existierte jedoch schon lange eine Nikolauskapelle, die ebenfalls pfarrlich zu Gressenich gehörte.
Bemühungen um eine eigene Kirche in Mausbach begannen erst in der Franzosenzeit durch Initiative des Kapuzinerpaters Wolfgang Salmagne. Er war Pater im Kapuzinerkloster Aldenhoven und musste dieses 1802 verlassen, als das Kloster im Zuge der Säkularisation aufgelöst wurde. Daraufhin kehrte er in sein Heimatdorf Mausbach zurückerhielt am 5. Januar 1803 vom Aachener Bischof Marc-Antoine Berdolet die Erlaubnis, in der Fleuther Nikolauskapelle Messen zu lesen und Katechese zu halten. Zugleich ließ er in Mausbach eine neue Kapelle erbauen.
Am 1. März 1804 kam Mausbach im Zuge der Pfarrumschreibungen an die Pfarre Vicht. Die Mausbacher und Pater Wolfgang strebten aber eine Erhebung zur Pfarrei an. Nach beharrlichem Bitten von Pater Wolfgang trennte Bischof Marc-Antoine Berdolet Mausbach von Vicht ab und erhob es am 14. September 1805 zur eigenständigen Pfarrei.
Als das Bistum Aachen aufgelöst wurde, kam die Pfarre im März 1825 an das Erzbistum Köln. Im August 1930 wurde das Bistum Aachen neu gegründet; seitdem gehört Mausbach wieder zu diesem.

## Baugeschichte
Das erste Gotteshaus von Mausbach wurde 1803/04 erbaut und am 2. Juni 1804 benediziert. Im Zuge der Erhebung zur Pfarrkirche 1805 ließ der Aachener Bischof Marc-Antoine Berdolet aus aufgegebenen Klosterkirchen der Umgebung Ausstattungsgegenstände nach Mausbach bringen. Ein Glockenturm wurde 1807 angebaut.
In der zweiten Hälfte des 19. Jahrhunderts wurde diese Kirche zu klein und im Jahr 1868 abgebrochen. An gleicher Stelle wurde bis 1870 eine neue Pfarrkirche nach Plänen eines Baumeisters namens Esser errichtet, von der heute noch die Außenmauern erhalten sind.
Der Turm dieser neugotischen Kirche wurde am 7. Oktober 1944 von Wehrmacht-Soldaten gesprengt, als US-Truppen während der Schlacht um Aachen vorrückten, damit US-Soldaten den Turm nicht als Aussichtspunkt nutzen konnten.
Der Turm wurde dabei vollständig zerstört; vom Kirchenschiff blieben nur die Mauern stehen. Einzig der Chor wurde nur leicht beschädigt. Das Kirchenschiff wurde 1947 und 1948 vereinfacht wiederaufgebaut (nach Plänen von Architekt Rudolf Dahmen aus Stolberg); dabei wurde das erhaltene Mauerwerk gesichert. Man verzichtete auf die Einteilung des Kirchenschiffes in Mittel- und Seitenschiffe und beließ das Kirchenschiff als Saal. Anstatt der Gewölbe wurde eine flache Holzdecke eingezogen. Lediglich im Chor konnte das Gewölbe erhalten werden. Der Kirchturm wurde 1963 in damals modernen Formen nach Plänen des Dürener Architekten Lutz Tappert gebaut.
Wegen Feuchtigkeitsschäden wurde das Kircheninnere zwischen 2016 und 2017 saniert und umgestaltet. Wegen schadhaft aufgetragener Farbe wurde der Verputz im Innenraum komplett erneuert. Die Elektrik wurde neu verlegt und der Chorraum neu gestaltet.

## Baubeschreibung
St. Markus ist eine Saalkirche aus Bruchstein mit einem viergeschossigen vorgebauten Glockenturm, einem vierachsigen Langhaus, welches vor dem Krieg eine dreischiffige Hallenkirche darstellte, und einem einjochigen und dreiseitig geschlossenen Chor im Osten. Nur der Chor besitzt noch die ursprünglichen Kreuzrippengewölbe. Das Schiff wird von einer hölzernen Kassettendecke überspannt. Die Fenster sind alle spitzbogig und besitzen zwei- bis dreibahniges Maßwerk. Im äußeren Erscheinungsbild hat sich die Kirche trotz der großen Zerstörungen noch ihr ursprüngliches Erscheinungsbild im Baustil der Neugotik bewahrt.

## Ausstattung
Im Innenraum befindet sich eine moderne Ausstattung. Von der ursprünglichen neugotischen Ausstattung sind nur eine Figur des Markuslöwen aus dem ehemaligen Hochaltar von 1870, die 14 Kreuzwegstationen des Südtiroler Künstlers Ferdinand Stuflesser aus 1885 und ein Kreuz mit Kruzifixus aus dem 19. Jahrhundert erhalten.
Der Zelebrationsaltar im Chor wurde 1983 aus Stein geschaffen. Das Tabernakel aus Messing und Email von 1950 sowie der Ambo und der Kredenztisch aus Messing von 1970 sind Werke des Stolberger Goldschmieds Ludwig Mohnen. Der Marienaltar aus Muschelkalk wurde 1975 von Matthias Esser geschaffen und birgt ein Gnadenbild der Muttergottes von Ludwig Mohnen aus 1966.
Die Buntglasfenster sind Werke der Glasmalerin Anne Schneider-Lang und stellen freie Kompositionen dar.

### Orgel
Die Orgel wurde 1954 von der Aachener Orgelbaufirma Stahlhuth mit 19 Registern auf zwei Manualwerken und Pedal erbaut, und im Jahre 2005 von der Erbauerfirma erweitert. Das Schleifladen-Instrument hat heute 26 Register. Die Spiel und Registertrakturen sind mechanisch.
| I Positiv C–g3 |           |         |
| 1.             | Bourdon   | 08′     |
| 2.             | Praestant | 04′     |
| 3.             | Rohrflöte | 04′     |
| 4.             | Nasard 0  | 02 ⁄3′  |
| 5.             | Doublette | 02′     |
| 6.             | Tierce 0  | 01 3⁄5′ |
| 7.             | Larigot 0 | 01 ⁄3′  |
| 8.             | Siflet    | 01′     |
| 9.             | Cromorne  | 08′     |

| II Hauptwerk C–g3 |            |        |
| 10.               | Bourdon    | 16′    |
| 11.               | Prinzipal  | 08′    |
| 12.               | Gamba      | 08′    |
| 13.               | Rohrflöte  | 08′    |
| 14.               | Oktave     | 04′    |
| 15.               | Blockflöte | 04′    |
| 16.               | Quinte 0   | 02 ⁄3′ |
| 17.               | Oktave     | 02′    |
| 18.               | Kornet III |        |
| 19.               | Mixtur IV  |        |
| 20.               | Trompete   | 08′    |

| Pedal C–f1 |             |     |
| 21.        | Violon      | 16′ |
| 22.        | Subbass     | 16′ |
| 23.        | Gedecktbass | 08′ |
| 24.        | Fluttbass   | 04′ |
| 25.        | Posaune     | 16′ |
| 26.        | Trompete    | 08′ |

- Koppeln: II/I, I/P, II/P.

### Glocken
Im Glockenturm von St. Markus befindet sich ein dreistimmiges Geläut aus Bronze-Glocken. Die beiden größten Glocken wurden 1885 von Rudolf Edelbrock von der Firma Petit & Gebr. Edelbrock in Gescher gegossen. Beide wurden im Zweiten Weltkrieg für Rüstungszwecke abgegeben, zu einer Einschmelzung kam es jedoch nicht mehr und die Glocken kehrten unbeschadet nach Mausbach zurück. Die dritte und kleinste Glocke wurde 1960 in Münster gegossen und ersetzt eine im Krieg zerstörte Glocke, die wahrscheinlich ebenfalls 1885 von Rudolf Edelbrock gegossen wurde.
| Nr. | Name | Durchmesser (mm) | Masse (kg, ca.) | Schlagton (HT-1/16) | Gießer                                                 | Gussjahr |
| 1   | –    | –                | –               | f'                  | Rudolf Edelbrock, Fa. Petit & Gebr. Edelbrock, Gescher | 1885     |
| 2   | –    | –                | –               | g'                  | Rudolf Edelbrock, Fa. Petit & Gebr. Edelbrock, Gescher | 1885     |
| 3   | –    | –                | –               | a"                  | Glockengießerei Monasterium Eijsbouts, Münster         | 1960     |

## Pfarrer
Folgende Priester wirkten bislang als Pfarrer an St. Markus:
- 1805–?: Johann Arnold Salmagne
- ?–1914: Unbekannt
- 1914–1937: Arnold Ortmanns
- 1937–1966: Alfons Brock
- 1966–1968: Leonhard Kehren
- 1968–1983: Nikolaus Cremer
- 1983–1986: Georg Stadeler
- 1986–2025: Norbert Bolz[9]